# Philip M. Parker
Philip M. Parker (20 de junho de 1960) é um escritor americano, conhecido principalmente por patentear um método para produzir automaticamente um conjunto de livros semelhantes a partir de um modelo que é preenchido com dados de banco de dados e pesquisas na Internet. Ele afirma que seus programas escreveram mais de duzentos mil livros. Parker publica os livros automatizados através do Icon Group International, usando vários subtítulos do grupo Icon. Via EdgeMaven Media, ele também fornece aplicativos para empresas de diferentes domínios de negócios para criar seu próprio material de conteúdo criado por computador.